# Piotr Abelard

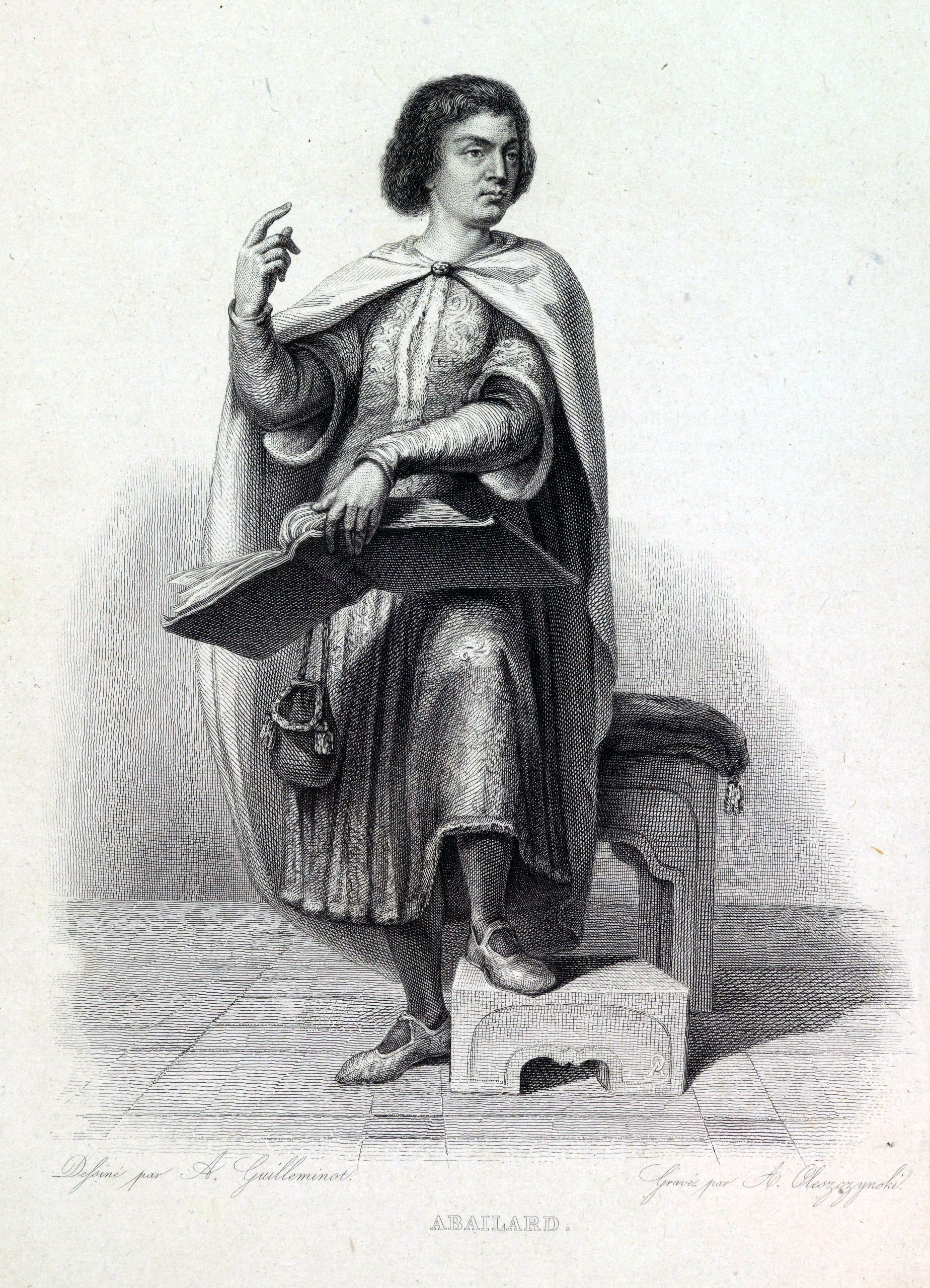
Piotr Abelard

Piotr Abelard, Pierre Abélard (pisane także Abaelard, Abailard i in.), łac. Petrus Abaelardus, (ur. 1079 w Pallet, zm. 21 kwietnia 1142 w opactwie św. Marcela koło Chalon-sur-Saône) – średniowieczny filozof, teolog i poeta. Znany także z historii miłości do Heloizy. Wprowadzona przez niego metoda scholastyczna była podstawowym narzędziem analizy filozoficznej w okresie rozkwitu średniowiecza.

## Życiorys

### Przydomek
Pseudonim "Abelard", rozmaicie pisany, może być zniekształconym imieniem Habélardus, które zastąpiło nadane mu w latach studenckich przezwisko Bajolardus. Ryszard Palacz podaje pogląd, że pochodzi on od francuskiego słowa abeille (pszczoła) nadany mu przez kanclerza Chartres Teodoryka ze względu na pracowitość i pojętność – miał chłonąć wiedzę jak pszczoła nektar z kwiatów.

### Dzieciństwo
Abelard był Bretończykiem, urodził się we wsi Pallet w hrabstwie Nantes w 1079. Pochodził z rodziny rycerskiej, jego ojciec Berengar był właścicielem małego majątku i istniejącego do 1420 niewielkiego zamku seniorów Pallet, matka nosiła imię Łucja. Mimo że był rycerzem, ojciec Abelarda posiadał pewne wykształcenie i zdecydował się zapewnić je również swoim dzieciom.
Najstarszy syn Berengara, Piotr, zrezygnował na rzecz braci z praw dziedzicznych i zwyczajnej dla jego stanu kariery wojskowej, by z niejasnych przyczyn studiować filozofię, mimo że zgodnie z ówczesnym prawem był jedynym spadkobiercą majątku i tytułu.

### Chartres
Prawdopodobnie przed 1095 Abelard opuścił rodzinną miejscowość, rozpoczynając typowe dla średniowiecznych żaków życie wędrowne, poszukując od miasta do miasta dobrych nauczycieli. Ok. 1095 znalazł się w Chartres, jednym z głównych ośrodków filozoficznych XII w.
W tym ośrodku formowała się umysłowość Abelarda. Uczył się przede wszystkim matematyki, zwłaszcza na wykładach Teodoryka. Wykłady okazały się jednak dla niego zbyt trudne – opuścił więc studia i udał się do Vannes, gdzie prawdopodobnie spotkał Roscelina.
Za nauczyciela Abelarda bywa uważany Roscelin (1050-1125), słynny nominalista i kanonik z Compiègne, jednak nie jest jasne czy uczył Abelarda w czasach jego młodości, gdy wędrował on od szkoły do szkoły w poszukiwaniu wiedzy czy też w kilka lat później, gdy już nauczał sam. Wśród badaczy zdania, czy Abelard rzeczywiście był uczniem Roscelina, są podzielone – zachował się list Roscelina do Abelarda (List 15, Migne Pl., t. 178, k. 357 C-372 A), w którym skarży się on sławnemu już, ale niewdzięcznemu uczniowi, że zapomniał o nim w trudnych latach. Fragmenty Dialektyki Abelarda i przebywającego w tym samym czasie w szkołach Paryża Ottona z Freisingu pozwalają domyślać się, że Roscelin kierował szkołą w Compiègne, a następnie w Paryżu. Jeśli Abelard był uczniem Roscelina, miało to miejsce najprawdopodobniej w Loches koło Vannes w 1092, gdy Abelard miał 13 lat, po 1092 Roscelin został bowiem skazany na wygnanie i potępiony przez synod w Soissons.

### Studia w Paryżu
Ok. 1099, po słabo znanych współcześnie latach wędrówki, Abelard przybył do Paryża.
Szkoła Wilhelma z Champeaux, do której trafił Abelard, była jedną z przodujących zwłaszcza ze względu na dokładną znajomość pism Ojców Kościoła i umiejętność opierania na niej teologii – nazywano ją "oparciem Doktorów". Abelard, który rozpoczął naukę w tej szkole, początkowo zyskał sobie sympatię kolegów i nauczycieli, wkrótce jednak ze względu na dociekliwość, złośliwość i trudny charakter popadł w konflikt z Wilhelmem z Champeaux. W jednej z dyskusji zaczął ośmieszać argumentację Wilhelma, co wpłynęło na zmniejszenie się jego popularności wśród studentów, a jednocześnie przyniosło duże uznanie samemu Abelardowi. Abelard w Historia calamitatum podaje, że Wilhelm po przegranej dyspucie zaczął go prześladować i zmusił do opuszczenia Paryża.

### Melun i Corbeil
Po opuszczeniu Paryża Abelard udał się do Melun, rezydencji królewskiej, sądząc, że będzie mógł tam bezpiecznie przeczekać gniew Wilhelma. Mimo młodego wieku i braku doświadczenia zdecydował się założyć w Melun własną szkołę. Szkoła rozwijała się dobrze, dzięki pomocy finansowej otoczenia królewskiego, wspierającego Abelarda w konflikcie z kanonikami paryskimi. Napływało do niej wielu uczniów, a sława Abelarda wciąż rosła. Nabierając dzięki temu pewności siebie, Abelard przeniósł szkołę bliżej Paryża, a po krótkiej przerwie do Corbeil. Zmęczony konfliktami i ciężką pracą zdecydował się jednak zamknąć szkołę i za namową przyjaciół udał się na odpoczynek do Bretanii. Nie wiadomo, co robił ani gdzie przebywał w tym okresie życia.

### Laon
Abelard przybył do Laon w 1113 roku w celu odbycia studiów w szkole teologicznej Anzelma z Laon i Ralfa.
Abelard uczęszczał na wykłady Anzelma niechętnie – przyznawał mu wymowność, ale uważał, że jego słowa są jedynie pustym dźwiękiem, że jego metoda mimo zewnętrznej świetności nie przynosi umysłowi żadnego rzeczywistego pożytku. Uznawał komentarz do Pisma (czyli Biblii) za rzecz pożyteczną i niezbędną ze względu na zawarte w Piśmie pouczenie moralne i drogę do zbawienia, poszukiwał jednak nowej metody komentarza, w której czytający miałby większy udział indywidualny, mniej zależny od autorytetu. Metodę Anzelma uznawał więc za bezkrytyczną i prowadzącą do wtórności.
Gdy Anzelm dowiedział się o wypowiedziach i poglądach Abelarda, uczniowie zaczęli go męczyć drwinami i pytaniami o sens fragmentów Pisma. Domagali się, by sam skomentował fragment Ezechiela. Abelard zgodził się i zaprosił ich na swój wykład – radzili mu, by pracował długo i ciężko nad proroctwem, które miał omawiać, co uznał za obraźliwe dla swojej ambicji. Ostatecznie jednak metoda i treść wykładu Abelarda zdobyły uznanie (jego tekst nie zachował się).
Gdy wiadomości o wykładzie Abelarda doszły do Anzelma, zaczął on się obawiać, że biskup Laon uzna go za niedbałego, nie potrafiącego utrzymać dyscypliny kierownika szkoły. Zaczął więc prześladować Abelarda, w czym dopomagali mu Alberyk z Reims (późniejszy kierownik szkoły w Reims i biskup Bourges) i Lotulf z Lombardii. Obaj byli zwolennikami skrajnego realizmu – Abelard uważał, że to ich wypowiedzi skierowane przeciw niemu "mąciły w głowie starcowi". Ostatecznie Anzelm zabronił Abelardowi dalszego komentowania Pisma, musiał on więc opuścić Laon.

### Drugi pobyt w Paryżu
Po opuszczeniu Laon Abelard udał się do Paryża. Stosunki w mieście uległy pewnym zmianom, ale Wilhelm nadal pozostawał kierownikiem szkół, mimo że wstąpił do zakonu kanoników regularnych (według Abelarda po to, by móc uzyskać stanowiska kościelne pod pozorem religijnej żarliwości). Piotr po raz trzeci uzyskał od niego zgodę na słuchanie jego wykładów – wkrótce jednak spory wybuchły z jeszcze większą siłą. Przedmiotem sporu były przede wszystkim uniwersalia – Wilhelm stopniowo ulegał uczniowi i odchodził coraz bardziej od realizmu. Te zwycięstwa nad Wilhelmem przynosiły Abelardowi coraz większą sławę i zdobyły mu grono oddanych uczniów. Kiedy Wilhelm opuścił Paryż, by objąć biskupstwo Chalons, jego następca uznał Abelarda za filozofa wybitniejszego od siebie i ofiarował mu katedrę, którą sam miał objąć. W ten sposób Abelard stał się najpopularniejszym uczonym Paryża, uzyskał też niezależność finansową.

### Drugi pobyt w Melun
Gdy wiadomość o tym zdarzeniu dotarła do Wilhelma, jako kanclerz szkoły pozbawił on Abelarda prawa do nauczania w szkole biskupiej i wyznaczył na jego miejsce kogo innego. Abelard udał się więc ponownie (wraz z uczniami) do Melun by założyć szkołę przy rezydencji królewskiej. Przeciw Wilhelmowi wystąpili żacy paryscy, którzy wykpiwali go w drwiących piosenkach, podających w wątpliwość jego pobożność ze względu na to, że żył w oddaleniu od macierzystego klasztoru. Prawdopodobnie pod wpływem tych drwin Wilhelm powrócił do swojego klasztoru w Paryżu i ogłosił oficjalnie rezygnację z nauczania.

### Powrót do Paryża
Natychmiast po powrocie Wilhelma do życia zakonnego Abelard i uczniowie wrócili do Paryża, gdzie założyli tymczasowy obóz na Wzgórzu św. Genowefy. Chcąc się przeciwstawić wzrostowi wpływów Abelarda i chcąc wesprzeć kierownictwo szkoły biskupiej, Wilhelm powrócił wtedy do nauczania. Tak szybki powrót oceniono jako przejaw słabości, pozostali w szkole biskupiej uczniowie opuścili więc ją i udali się do obozu Abelarda. W ten sposób Abelard został najważniejszym nauczycielem w Paryżu, szkołę prowadził jednak krótko, gdyż musiał powrócić do domu dla załatwienia spraw rodzinnych, jako że jego rodzice postanowili wstąpić do klasztoru.
Ze szkoły Abelarda wywodzi się dziewiętnastu kardynałów, ponad pięćdziesięciu biskupów, papież Celestyn II, a samą liczbę słuchaczy szacuje się na 5000.

#### Heloiza
Gdy Abelard wrócił do Paryża, kanonik Fulbert zaproponował mu, by udzielał prywatnych lekcji jego siostrzenicy Heloizie. Heloiza była kobietą wykształconą, pobierała nauki w klasztorze w Argenteuil. Znała łacinę, a nawet grekę, co było rzadkością w XII wieku – nie znał jej nawet sam Abelard. Doceniając piękno (opiewane później w Romansie o róży przez Wilhelma de Lorris i Jana de Meung) i mądrość Heloizy Abelard przystał na tę propozycję, pod warunkiem jednak, że Fulbert wynajmie mu izbę w swoim domu. Około 40-letni Abelard świadomie uwiódł Heloizę. Miłość wywarła negatywny wpływ na jego obowiązki w szkole – przestał wygłaszać wykłady, a zaczął układać pieśni na wzór trubadurów, rozgłaszane następnie przez żaków, przez co jego miłość do Heloizy stała się powszechnie znana.
Najpóźniej dowiedział się o niej Fulbert – nakrył kochanków in flagranti. Dopiero to wywołało skandal obyczajowy, a Abelard musiał opuścić dom Fulberta. Abelardowi udało się jednak wykraść Heloizę – wysłał ją do swojej siostry w Bretanii, gdzie powiła jego syna, nazwanego "uczonym", niespotykanym imieniem Astrolabiusz ("chwytający gwiazdy").
Kanonik pałał żądzą zemsty, ale z obawy przed zemstą krewnych Abelarda, którzy mogliby odwołać się do króla i Kościoła, nie mógł jednak wyrządzić Abelardowi żadnej krzywdy. Abelardowi udało się więc stopniowo doprowadzić do załagodzenia sytuacji – dzięki staraniom przyjaciół spotkał się z Fulbertem, przyrzekając poślubić Heloizę. Zastrzegł jednak, że małżeństwo pozostanie w tajemnicy, mogłoby ono bowiem zaszkodzić jego karierze, jako że wykłady z teologii i filozofii mógł bowiem prowadzić jedynie jako kleryk. Fulbert przystał na to rozwiązanie, mimo że było połowiczne – nie zapobiegało plotkom i nie dawało mu satysfakcji.
Heloiza była przeciwna małżeństwu, choć ostatecznie uległa Abelardowi. Argumentowała, że małżeństwo będzie dla Abelarda zrzeczeniem się na rzecz drugiej osoby wolności, a filozof powinien być całkowicie wolny. Jeśli małżeństwo wyszłoby na jaw, kariera akademicka byłaby przed Abelardem na zawsze zamknięta – jako człowiek żonaty mógłby pełnić jedynie funkcję lektora. Podejrzewała przy tym, że Fulbert nie będzie w stanie i nie będzie chciał zachować tajemnicy. Powoływała się na św. Pawła, który mówił "jeśliś wolny od żony, to nie szukaj żony" (Kor. 7,27-28), uznawała za rzecz opłakaną, jeśliby Piotr, "którego natura stworzyła dla wszystkich ludzi, poświęcił się cały jednej kobiecie i zgiął grzbiet swój pod hańbiącym jarzmem małżeństwa". Podkreślała wszelkie prawno-kanoniczne komplikacje, jakie przyniesie małżeństwo, skoro Abelard był już klerykiem, kanonikiem i członkiem kapituły.
Małżeństwo zostało zawarte w małym, ustronnym kościele, w obecności Fulberta i tylko kilku przyjaciół. Po ślubie Abelard i Heloiza natychmiast się rozstali, a ona zamieszkała w domu wuja, tak by uniknąć wszelkich możliwych plotek. Fulbert nie dochował jednak tajemnicy, zaczął rozgłaszać fakt zawarcia małżeństwa między Abelardem i Heloizą. Z tego względu dochodziło do częstych kłótni między nią a wujem – do tego stopnia, że Abelard w obawie o jej bezpieczeństwo postanowił oddalić ją od wuja. Znalazła się tym razem w klasztorze Argenteuil, a przyjazna ksieni zezwoliła jej nosić habit.

Fulbert odebrał wyjazd Heloizy jako zerwanie umowy – myśląc, że Abelard oddalił Heloizę do klasztoru dlatego, że chciał pozbyć się kłopotu, postanowił się więc zemścić i zorganizował spisek przeciw Abelardowi. Abelard w 1119 roku napisał: 

i oto pewnej nocy, kiedy spokojnie spałem w swej odosobnionej izdebce w gospodzie, przekupiwszy jednego ze sług moich, dokonali na mnie najhaniebniejszej i najokrutniejszej zemsty, która oburzeniem najwyższym przejęła świat cały, pozbawili mnie mianowicie tych członków ciała, którymi popełniłem to, co stanowiło dla nich przedmiot obrazy.

 Tego samego dnia do izby Abelarda zbiegli się studenci i mieszczanie, a władze Paryża niezwłocznie schwytały sprawców i ukarali ich tym samym, co oni zrobili Abelardowi.

#### Saint-Denis
Gdy małżeństwo z Heloizą stało się jawne, z racji tego, że nie mógł dłużej nauczać i ze względu na różne prawno-kanoniczne uwarunkowania Abelard był przymuszony, by wstąpić do klasztoru. Wybrał opactwo św. Dionizego koło Paryża. Został tam przyjęty życzliwie – mnisi prosili go, by zechciał prowadzić wykłady dla nich, ubogich, tak jak przedtem czynił to dla bogatych. Opat po namowach przystał na to, pod warunkiem, że będą prowadzone w specjalnej osobnej celi. Na wykłady przybywali jednak także dawni uczniowie z Paryża – miały być początkowo poświęcone trivium i quadrivium, ostatecznie jednak dominowała w nich teologia. Owocem wykładów jest dzieło De unitate et trinitate divina (O jedności i troistości Trójcy Świętej), pierwsze dzieło teologiczne Abelarda. De unitate ze względu na jasność i formę prezentacji zagadnień było szeroko czytane i komentowane w całej Francji i poza jej granicami, powstało wiele odpisów.
Działalność Abelarda i fakt, że coraz więcej uczniów przychodziło na jego wykłady, wywołały gniew nauczycieli paryskich, a zwłaszcza jego dawnych wrogów z Laon, Alberyka z Reims i Lotulfa z Lombardii. Zaczęli oni rozgłaszać, że teologia Abelarda nie jest całkiem ortodoksyjna. Padały też argumenty o bezprawności działalności nauczycielskiej Abelarda. Jego nieprzyjaciele, których nie brakowało także w klasztorze, otrzymywali również wsparcie od Wilhelma z Champeaux. Ten osobisty konflikt był sporem między tradycyjnym skrajnym realizmem pojęciowym a reprezentowanym przez Abelarda kompromisem z nominalizmem oraz między tradycyjną hermeneutyką a nowoczesną dialektyką.
Ataki na Abelarda przybierały zorganizowaną formę, jego przeciwnicy nie cofali się przed donosami do papieskiego legata – najżarliwszymi zwłaszcza Alberyk z Reims, Lotuf z Lombardii, biskup Reims Rudolf, a w końcu sam legat papieski, biskup Kunon Preneste. Doprowadzili oni do zwołania poświęconego sprawie Abelarda synodu, który odbył się w Soissons w 1121. Abelard został wezwany na synod w charakterze oskarżonego, miał stawić się niezwłocznie i razem ze wszystkimi swoimi dziełami. Miasto Soissons było znane z niechęci do heretyków, na miejsce synodu wybrano je więc celowo – podburzony tłum napadł na Abelarda i jego uczniów, którzy ledwo uszli z życiem.

## Poglądy

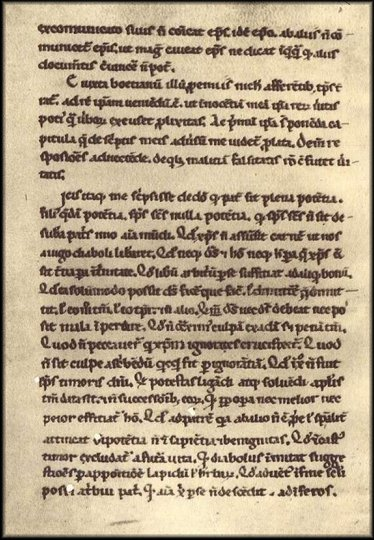
Karta z Ne iuxta Boetianum. Apologia contra Bernardum (XII w.)

### Zagadnienie uniwersaliów
W sporze o uniwersalia Abelard przyjmował stanowisko umiarkowanego realizmu pojęciowego – jego stanowisko, określane jako sermonizm, jest trudne do interpretacji, czasem zalicza się je nawet jako nominalizm. Stanowisko swoje oparł na sławnych pytaniach Porfiriusza:
1. czy uniwersalia istnieją realnie, czy istnieją tylko w umyśle?[f]
2. Przy założeniu, że istnieją realnie: czy są bytami fizycznymi czy niefizycznymi i jak powiązane są z przedmiotami poznawalnymi zmysłowo?

Abelard zajął stanowisko sermonizmu. Rozróżnia dźwięk (vox) od znaczenia słowa (sermo) nie będącego ani samym słowem ani swoim desygnatem, uznając pojęcia właśnie za znaczenia słów, powstające w procesie abstrakcji na mocy własności realnie przysługujących rzeczom – ani więc uniwersalia nie istnieją tylko w umyśle (skoro znaczenia słów przekraczają umysł jako powstałe na mocy abstrakcji z realnych, pozaumysłowych przedmiotów), ani nie są przedmiotami istniejącymi realnie (skoro powstają za pomocą procesów mentalnych). Logiczna terminologia Abelarda zastosowana przy tych rozróżnieniach stanowi podstawę terminologii logicznej średniowiecza.

### Etyka
Refleksja etyczna Abelarda koncentruje się wokół problemu oceny wartości ludzkich uczynków. Jego poglądy etyczne zostały wyrażone przede wszystkim w dziele Etyka, czyli poznaj samego siebie, a także w Rozmowie pomiędzy filozofem, Żydem i chrześcijaninem. Wartość uczynków Abelard rozpatrywał z pozycji indywidualistycznej, za oś sporu o jej naturę uznając pojęcie wolności woli, dla którego domaga się pełnej realizacji w filozoficznej koncepcji zła i dobra. Wychodził przy tym z augustyńskiego woluntaryzmu i jego założenia nierozerwalności wolności działania i wolności woli (liberum arbitrium), które jednak reformuje. Widoczne są także analogie między etyką Abelarda a etyką stoicką, zwłaszcza w wersji Seneki i Cycerona. Jednocześnie etyka Abelarda powstała na tle XII-wiecznego humanizmu: jego koncepcja oceny dobra i zła jako zależnych od intencji otwiera bowiem poganom drogę do zbawienia. Ci poganie, którzy nie mieli złych intencji, nie mogli czynić źle, mogą więc zostać zbawieni – Abelard uważał, nawet zabójcy Chrystusa nie postąpili źle, jeśli nie postąpili wbrew swojemu sumieniu.
Podstawą rozważań Abelarda o kryteriach oceny moralnej są wprowadzone w Etyce pojęcia mores, virtutes i vitia. Mores to wszelkie trwałe, wpisane w charakter człowieka cechy moralne, które mogą predysponować go do czynienia dobra (virtutes, cnoty) lub do czynienia zła (vitia, wady). Same cechy charakteru, stałe predyspozycje, nie są ani dobre, ani złe – posiadanie jakiejś wady jest tylko skłonnością do grzechu, ale jeszcze nie samym grzechem. Również sam zły uczynek (actio mala) nie jest sam w sobie grzechem. Grzechem jest dopiero taki czyn poparty świadomą zgodą. Grzechem jest według Abelarda lekceważenie woli Boga, obraza (offensa), jaką dusza czyni Bogu świadomie go znieważając. To świadome znieważenie nie jest ani niezawinioną predyspozycją, ani równie niezawinioną pokusą, ale zawsze świadomym aktem woli – w przeciwnym wypadku człowiek byłby stale ofiarą trafu moralnego, co kłóci się z poczuciem sprawiedliwości.
Istnieje jednak także grzech jako kategoria działania praktycznego – Abelard definiuje go jako nieczynienie tego, co czynić trzeba lub czynienie tego, czego czynić nie trzeba. Należy przy tym zauważyć, że powstrzymywanie się i niepowstrzymywanie się od czynu jest rozumiane jako wewnętrzna zgoda (consensus), a więc intencja. W związku z tą definicją rozwija pewną ontologię zła zbliżoną do jego rozumienia jako privatio: jako że w obu członach alternatywy grzech zdefiniowany jest przez negację, grzech nie może mieć materialnej substancji i nie jest bytem, ale właśnie jest niebytem.
Abelard uznaje, że klasyczna koncepcja grzechu pierworodnego jako współuczestnictwa w grzechu przodków jest sprzeczna z poczuciem sprawiedliwości. Ponadto grzeszyć może jedynie ktoś, kto istnieje, nikt nie mógł więc zgrzeszyć grzechem prarodziców, jako że w czasie popełnienia tego grzechu jeszcze nie istniał. Dzieli więc grzechy na zbiorowe (właśnie grzech pierworodny) i indywidualne, które posiadają odmienne definicje. Grzech pierworodny nie polega na uczestnictwie w winie, ale jedynie na ponoszeniu konsekwencji, uczestnictwie w karze.
Złą lub dobrą kwalifikację czynowi nadaje w etyce Abelarda jedynie intencja, która do tego czynu doprowadziła. Jedna i ta sama czynność może być różnie oceniana moralnie w zależności od tego, jaka intencja do niej doprowadziła. Dobra intencja może doprowadzić do złego skutku lub wcale się nie urzeczywistnić, zła intencja może doprowadzić do dobrego skutku lub wcale się nie urzeczywistnić – a niezależnie od tego człowiek grzeszy, jeśli ma złą intencję i czyni dobrze, jeśli ma dobrą. Nawet gdyby Ewa nie zjadła owocu z drzewa wiadomości, ale miałaby taką intencję, obraziłaby Boga w tej samej mierze i w tej samej mierze popełniłaby grzech.
Pogląd Abelarda prowadzi do pewnego paradoksu – skoro dobre lub złe są tylko intencje, to jak możliwy jest ziemski wymiar sprawiedliwości, skoro poza Bogiem nikt nie zna intencji ludzkich? Abelard odpowiada, że nagroda i kara za złe lub dobre uczynki w życiu doczesnym służy jedynie zachęcaniu do dobra i odstraszaniu od zła, ma więc raczej wymiar pedagogiczny niż służy wymierzaniu prawdziwej sprawiedliwości. Rzeczywisty wymiar sprawiedliwości jest zaś zastrzeżony tylko dla Boga jako jedynego znawcy ludzkich sumień. Abelard argumentuje, że jest oczywiste, że ziemska sprawiedliwość karząca nie intencje, a czyny, nie może być prawdziwą sprawiedliwością, skoro oczywiste jest, że jest ona omylna i niejednokrotnie karze niewinnych a uwalnia winnych.

### Teologia
Abelard nie był gruntownie wykształconym teologiem, mimo że u Anzelma z Laon i Wilhelma z Champeaux zdobył umiejętność metodycznego objaśniania Pisma Świętego. Był jednak gruntownie wykształconym filozofem, co przy konflikcie, w jaki popadł z nauczycielami sprawiło, że jego myśl teologiczna jest bardzo oryginalna. Wypracował – zwłaszcza w Sic et non – nową, opierającą się na dialektyce, operującą analogią i podobieństwem metodę teologiczną. Za pomocą tej metody dał własne wyjaśnienia i dowody prawd wiary, nie udało mu się jednak w nich uniknąć niejasności i niezgodności z nauczaniem Kościoła.
Metoda teologiczna Abelarda była próbą przeszczepienia na grunt teologii metody filozoficznej opierającej się na logice starożytnej – sama metoda filozoficzna zresztą także dopiero się kształtowała. Metoda ta ma charakter dyskursywny – zdarza się, że jeden autor mówi o sprawach wiary "tak", drugi "nie", zachodzi więc pomiędzy nimi pozorna sprzeczność. Wtedy sam rozum musi rozstrzygnąć za pomocą dysputy, jakie jest źródło takiej niejasności i kto ma słuszność. Metoda Abelarda jest więc odejściem od opierania się wyłącznie na autorytecie, a zwiększa w teologii udział rozumu, którego zadaniem jest wyjaśnianie sensu Objawienia i rozpoznawanie prawdy. Główną funkcją rozumu jest przygotowanie do wiary i uzasadnienie jej, trzeba go więc wyraźnie odróżnić od niej samej.
Abelard wprowadził do teologii dialektykę nie z powodu zamiłowania do samego rozumu, ale raczej ze względów apologetycznych, a także dydaktycznych. Apologetyka w metodzie teologicznej Abelarda polega na tym, że metoda ta ma z jednej strony bronić prawd wiary przed zarzutami filozofów heretyckich i pogańskich – jako że jedynie płaszczyzna racjonalnego dyskursu może umożliwić ich poznanie i nakłonienie do nich tym, którzy pozbawieni są wiary. Co więcej, racjonalna metoda teologiczna umożliwia umocnienie się w wierze samym wiernym – zbliżając ich do jej tajemnic i ułatwiając im ich przyjęcie.
Odstępstwa Abelarda od nauczania Kościoła wykazane przez synod w Soissons są liczne, często jednak mają raczej charakter niejasności niż świadomego wystąpienia przeciw Magisterium. W zakresie teologii trynitarnej należy do nich nieodpowiednie ujęcie relacji między osobami Trójcy Świętej, zbliżające się do modalizmu i sabelianizmu. Abelard jest też reprezentantem tzw. "adopcjanizmu XII wieku". Nie odrzucał unii substancjalnej natury boskiej i ludzkiej Chrystusa, relację Logosu do ludzkiej natury Chrystusa objaśniał jednak formułą "Bóg posiada człowieka" zamiast poprawnej w świetle Magisterium "Bóg i człowiek" jeden w dwóch naturach. Wieloznaczność rozumienia unii hipostatycznej w myśli Abelarda prawdopodobnie nie wynika ze świadomej herezji adopcjańskiej, ale raczej wypływa z jego niedostatecznego opracowania filozoficznego tego zagadnienia oraz innych zagadnień chrystologicznych.
W antropologii Abelarda występują tendencje pelagiańskie. Uznawał za dar darmo dany nie tylko łaskę, ale także wolną wolę. Niezgodnie z teologią katolicką ujmował grzech pierworodny rozumiejąc go nie jako uczestnictwo wszystkich ludzi w winie Adama i Ewy, ale jako uczestnictwo wyłącznie w karze, którą ponieśli – to ujęcie grzechu pierworodnego jest konsekwencją poglądów etycznych Abelarda, jego przekonania, że można ponosić karę, na którą się nie zasłużyło jako konsekwencje grzechu pierwszych ludzi Adama i Ewy natomiast już nie ich winy gdyż nikt nie może być winny za nie swoje przewinienia tym bardziej popełnione kiedy go jeszcze nie było na tym świecie. Bardziej szczegółowo poglądy Abelarda na naturę grzechu i jego rozróżnienie między grzechem a wadą omawia rozdział Etyka.
W teologii odkupienia Abelard nawiązując do świętego Justyna opowiadał się za uniwersalizmem zbawczym. Uważał, że wszyscy ci, którzy wierzą w Boga Jedynego i prowadzą moralne życie (postępują według udoskonalonego później przez Objawienie prawa naturalnego) mogą dostąpić zbawienia, a niektórzy z nich przeczuwali tajemnice Trójcy Świętej, wcielenia i odkupienia. Podglądy Abelarda na odkupienie odbiegają w pewnym stopniu od nauczania Kościoła, gdyż nadmiernie zwracają uwagę na miłość wzbudzaną w grzeszniku przez mękę Chrystusa, zacierając przez to wagę odkupienia obiektywnego.
Uważał także, że Bóg zawsze postępuje w najmądrzejszy sposób i może działać tylko i wyłącznie w ten sposób. Twierdzenie to zostało uznane za ograniczanie wszechmocy Boga i potępione.  

## Dzieła
Pisma filozoficzne Abelarda wyróżniają się jasnością i klarownością które czynią z nich wzorzec prozy filozoficznej. Abelard był nie tylko wielkim filozofem, ale też wyróżniającym się pod względem literackim epistolografem (listy do Heloizy) i pamiętnikarzem (Historia calamitatum). Ponadto był także zdolnym poetą religijnym – jego hymny (np. O quanta qualia) wyróżniają się precyzją i jasnością, wydają się jednak nie dorównywać głębi poezji Bernarda z Clairvaux.
Po Abelardzie zostały liczne pisma filozoficzne i teologiczne, m.in.:
- Sic et Non (Tak i Nie), 1121-1123 (obejmuje 158 punktów doktryny chrześcijańskiej oraz konfrontacje opinii ojców Kościoła)
- Dialogus inter Philosophum, Judaeum et Christianum (Rozmowa pomiędzy filozofem, Żydem i chrześcijaninem, Patrologia Latina 178 1611-1684; powstała w ostatnich latach życia Abelarda)
- Commentatorium super sancti Pauli Epistolam ad Romanos libri quinque (komentarz do Listu św. Pawła do Rzymian)
- Tractatus de unitate et trinitate divina, 1121 (o jedności natury i boskiej substancji Trójcy świętej)
- Theologia christiana (Teologia Chrześcijańska), 1123
- Tractatus de intellectibus (Rozprawa o pojęciach ogólnych)
- Ethica, sive Scito te ipsum (Etyka, czyli Poznaj samego siebie, Patrologia Latina 178, 633-678)
- Expositio in Hexameron (Wykład Heksameronu)

Inne:
- Dialectica (wyd. kryt. Lambertus Marie de Rijk, Assen 1956)
- Introductiones parvulorum (przed 1120; wydane częściowo przez Victora Cousina w Ouvrages inédits d'Abélard, Paryż 1936)
- Logica "Ingredientibus", 1113-1123 (wyd. Bernhard Geyer, "Beiträge zur Geschichte der Philosophie des Mittelarters" XXI 1-503, Münster 1933; glosy do Porfirfiriusza oraz arystotelesowskich Kategorii
- Peri hermeneias
- Introductio ad theologiam
- Epitome theologiae christianae
- Histora calamitatum (Historia moich niedoli, Patrologia Latina 178 114-182; pismo autobiograficzne Abelarda)

Oprócz tego istnieje zbiór korespondencji Abelarda do różnych adresatów, obejmujący korespondencję między Heloizą i Abelardem. Heloiza i Abelard pozostawili po sobie bogatą korespondencję z czasów, gdy obydwoje stali na czele swoich klasztorów. Są to zarówno płomienne listy miłosne, jak i rozważania religijne.

### Przekłady na język polski
W języku polskim ukazały się trzy tomy pism Abelarda w przekładzie Leona Joachimowicza, który opatrzył je wstępem i przypisami:
- Listy (Warszawa 1968) obejmujące korpus XXX listów Heloizy i Abelarda z Appendixem (Versus Petri Abelardi ad Astralabium filium, Epitaphia Abaelardi i Epitaphium Heloissae)
- Rozprawy (Warszawa 1969) obejmujące pisma Rozmowa pomiędzy filozofem, Żydem i chrześcijaninem (Dialogus inter philosophum, Judaeum et christianum), Etyka, czyli Poznaj samego siebie (Ethica, sive Scito te ipsum), Wykład Heksameronu (Expositio in Hexameron) i Rozprawa o pojęciach ogólnych (Tractatus de intellectibus)
- Pisma teologiczne (Warszawa 1970) obejmujące Teologię chrześcijańską (Theologia Christiana), fragmenty Z komentarza do Listu św. Pawła do Rzymian (Petri Abaelardi Commentariorum super S. Pauli Epistolam ad Romanos libri quinque), Kazania (wybór ze zbioru Petri Abaelardi Sermones ad virgines Paraclitenses in Oratorio eius constitutas obejmujący kazania Na Zwiastowanie Najświętszej Maryi Panny (1), Na Boże Narodzenie (2), Na dzień Trzech Króli (4), Na Palmową Niedzielę (7), Na Wielkanoc (13), Na uroczystość Wniebowstąpienia (15), Na dzień Zielonych Świątek (18), Na Wniebowzięcie Najświętszej Maryi Panny (26) i O jałmużnie (36)), Varia obejmujące Wykład Modlitwy Pańskiej (Expositio orationis Dominicae), Wykład Symbolu Apostolskiego (Expositio Symboli quod dicitur Apostolorum), Wykład wiary według Symbolu Atanazego (Expositio fidei in Symbolum Athanasii), Główne artykuły błędów Abelarda (Capitula errorum Petri Abaelardi) zebrane przez św. Bernarda Clairvaux oraz Apologię, czyli Wyznanie wiary (Apologia, seu Confessio Fidei). Do tomu III dołączony jest Appendix w postaci wyboru łacińskich utworów poetyckich Abelarda